# Campeonato Mineiro 1945
In 1945 werd het 31ste Campeonato Mineiro gespeeld voor voetbalclubs uit de Braziliaanse staat Minas Gerais. De competitie werd gespeeld van 15 april tot 1 december en werd georganiseerd door de Federação Mineira de Futebol. Cruzeiro werd kampioen.

## Eindstand
| Plaats | Club             | Wed. | W  | G | V  | Saldo | Ptn. |
| ------ | ---------------- | ---- | -- | - | -- | ----- | ---- |
| 1.     | Cruzeiro         | 18   | 14 | 2 | 2  | 50:22 | 30   |
| 2.     | Villa Nova       | 18   | 10 | 3 | 5  | 40:28 | 23   |
| 3.     | América          | 18   | 9  | 4 | 5  | 36:23 | 22   |
| 4.     | Atlético         | 18   | 8  | 0 | 10 | 40:34 | 16   |
| 5.     | Sete de Setembro | 18   | 5  | 2 | 11 | 18:45 | 12   |
| 6.     | Uberaba          | 18   | 4  | 4 | 10 | 28:44 | 12   |
| 7.     | Siderúrgica      | 18   | 5  | 1 | 12 | 26:42 | 11   |

|  | Kampioen |

### Kampioen
| Campeonato Mineiro de 1945 |
| -------------------------- |
| CRUZEIRO 8º Titel          |